# Floriane André
Pour les articles homonymes, voir André.

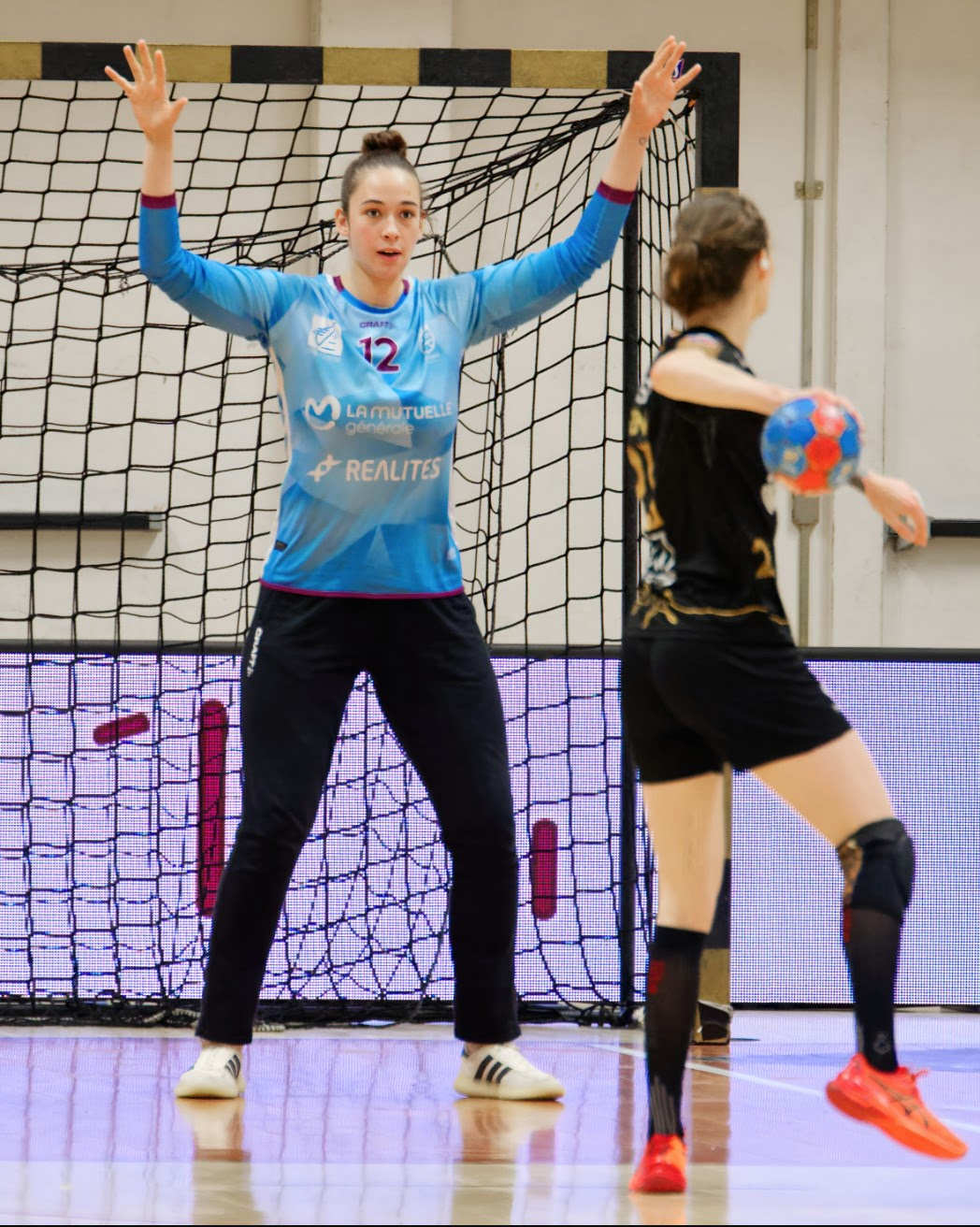
Floriane André face à Nadia Offendal en mai 2021.

Floriane André, née le 30 mai 2000 à Saint-Chamond (Loire), est une handballeuse internationale française évoluant au poste de gardienne de but au sein du Brest Bretagne Handball, club de Division 1.

## Biographie

### Formation et premier titre
Originaire de Saint-Chamond, commune du département de la Loire, elle commence sa formation dans le club local de Saint-Chamond Handball Pays du Gier avant de la poursuivre au centre de formation du Nantes Atlantique HB, structure qu'elle rejoint en 2018 et où elle y évolue durant trois saisons,,. Au cours de sa dernière année en junior, le 9 mai 2021, à Baia Mare (Roumanie), elle remporte avec l'équipe première la 1re édition de la Ligue européenne (ancienne Coupe de l'EHF) après une nette victoire en finale face aux Hongroises de Siófok KC (36-31) puis, six jours plus tard, est finaliste de la Coupe de France, battue par Brest (33-37).

### Carrière en club
Elle vit sa première saison professionnelle à 21 ans avec le club nantais, lors de l'exercice 2021/2022,.

### En sélection
En avril 2021, elle est appelée pour la première fois par le sélectionneur Olivier Krumbholz dans le cadre  du « Projet Horizon 2024 »,. Un an plus tard, le 23 avril 2022, elle fait ses débuts en équipe de France A à l'occasion d'un match qualificatif pour le Championnat d'Europe 2022 face à l'Ukraine (victoire 27-18 des Bleues) se déroulant aux Docks Océane du Havre. Rencontre relevant par ailleurs d'un caractère singulier en raison du conflit russo-ukrainien en cours.

## Palmarès

### En sélection
Néant

### En club
Compétitions internationales
- Ligue européenne (1) :
  - Vainqueur en 2021

Compétitions nationales
- Coupe de France :
  - Finaliste en 2021